# Elsa Hart
Pour les articles homonymes, voir Hart.
Elsa Hart, née à Rome, est une romancière américaine, autrice de roman policier historique.

## Biographie
Elle écrit une première série ayant pour héros, Li Du, bibliothécaire impérial et ancien exilé en Chine au XVIIIe siècle.
En 2020, elle commence une seconde série mettant en scène Lady Cecily Kay, une épouse malheureuse passionnée par les plantes et douée pour l'observation, en 1703 à Londres.

## Œuvre

### Romans

#### SérieLi Du
- Jade Dragon Mountain (2015)
- The White Mirror (2016)
- City of Ink (2018)

#### SérieLady Cecily Kay
- The Cabinets of Barnaby Mayne (2020)

## Prix et distinctions

### Prix
- Prix Mary-Higgins-Clark 2021 pour The Cabinets of Barnaby Mayne[1]

### Nominations
- Prix Barry 2016 du meilleur premier roman pour Jade Dragon Mountain[2]
- Prix Macavity 2019 du meilleur roman policier historique pour City of Ink[3]
- Prix Macavity 2021 du meilleur roman policier historique pour The Cabinets of Barnaby Mayne[3]